# Cantó de Sainte-Mère-Église
El cantó de Sainte-Mère-Église és un cantó francès del departament de la Manche, situat al districte de Cherbourg-Octeville. Té 26 municipis i el cap es Sainte-Mère-Église.

## Municipis
- Amfreville
- Angoville-au-Plain
- Audouville-la-Hubert
- Beuzeville-au-Plain
- Beuzeville-la-Bastille
- Blosville
- Boutteville
- Brucheville
- Carquebut
- Chef-du-Pont
- Écoquenéauville
- Foucarville
- Gourbesville
- Hiesville
- Houesville
- Liesville-sur-Douve
- Neuville-au-Plain
- Picauville
- Ravenoville
- Sainte-Marie-du-Mont
- Sainte-Mère-Église
- Saint-Germain-de-Varreville
- Saint-Martin-de-Varreville
- Sébeville
- Turqueville
- Vierville

## Història
| Data d'elecció                           | Identitat         | Partit        | Qualitat |
| ---------------------------------------- | ----------------- | ------------- | -------- |
| 1945-1967                                | Charles Tourainne | Independent   |          |
| 1967-1998                                | Jean d'Aigneaux   | Divers droite |          |
| 1998-                                    | Marc Lefèvre      | Divers droite |          |
| les dades anteriors no són pas conegudes |                   |               |          |
|                                          |                   |               |          |

## Demografia
| A partir de 1990: Població sense dobles comptes |